# Conín (Fernando de Tapia)
Conín (do otomí:  ) ou Fernando de Tapia (Nopala de Villagrán, Hgo, 1480 - 1571) foi um conquistador indígena (otomí: Ejohni, «ruido»)? origem . Considera-se-lhe fundador do lugar que mais tarde se converteu na cidade de Santiago de Querétaro.
Foi um indígena  que comerciaba com os mexicas e as tribos chichimecas trocando fio de maguey por peles de animais, arcos e setas.  Nasceu em Nopala, reino de Xilotepec. Foi convencido pelo encomendero de Hernán Pérez de Bocanegra para converter-se ao cristianismo. Desta forma, foi baptizado por Juan Sánchez de Alanís com o nome cristão de Fernando de Tapia. Ajudou à submissão e conversão ao catolicismo dos indígenas de Andamaxei (Lugar em onde se joga à pelota).

Seu filho maior, Diego de Tapia, herdou o governo da localidade e o título de capitão geral, chegando a pertencer à nobreza novohispana, e inclusive Felipe II outorgou-lhe um escudo de armas. Durante seu governo iniciou-se a construção do convento de Santa Clara, sendo sua filha (neta de Conín), Luisa de Tapia, a primeira abadesa, quem ao tomar os hábitos mudou seu nome a Luisa do Espírito Santo. Hoje em dia sua família compõe-se por certas celebridades como Sara de Tapia Ávalos, Quetzally e Gabriela López Ávalos, sendo estas duas últimas tataranietas de Conin.
1. ↑  «Los otomíes: cultura, lengua y escritura. Volumen 2: referencias, figuras, glosario y apéndices» (PDF)
2. ↑  González, 2010; 21

- González y González, Luis (2010). Viaje por la historia de México. México: Clío. ISBN 978-607-19-0004-3. Consultado em 16 de abril de 2011

- [ligação inativa]
- Lenda dourada: a conquista de Querétaro Revista México Desconhecido, México no tempo Não. 21, novembro / dezembro de 1997.